# I Got the Blues
«I Got the Blues» — песня рок-группы The Rolling Stones, записанная в течение марта—мая 1970 года и вошедшая в состав их альбома 1971 года Sticky Fingers.
Песня была написана Миком Джаггером и Китом Ричардсом, предположительно в качестве реакции на разрыв отношений Джаггера с Мариэнн Фэйтфулл, и представляет собой медленную композицию о хандре человека после его разрыва со своей девушкой. Основу песни составляют медленные гитары Ричардса и Тейлора и вокал Джаггера, подверженные сильному влиянию блюза и соула. Также, в записи песни приняли участие Билли Престон, сыгравший на органе Хаммонда и ветераны рекорд-сессий Stones Бобби Кис и Джим Прайс, сыгравшие на саксофоне и трубе, соответственно.
В своей рецензии, Ричи Антербергер сравнивает «I Got the Blues» с ранними влияниями, оказанными на Rolling Stones: «В музыкальном плане, она очень напоминает медленные баллады Stax Records, Отиса Реддинга и остальных, с раскатистыми гитарами с госпельным настроением, облагороженные духовой секцией, и медленно нарастающим напряжением». В песне заметна ориентированность на балладу Отиса Реддинга «I’ve Been Loving You Too Long», свою версию которой Stones записали в 1965 году для своего концертного альбома Got Live If You Want It! в похожем стиле и нарастании эмоционального напряжения.

## Участники записи
- Мик Джаггер — вокал
- Кит Ричардс — гитара, бэк-вокал
- Мик Тейлор — гитара
- Билл Уаймэн — бас-гитара
- Чарли Уоттс — ударные
- Билли Престон — орган
- Бобби Кис — саксофон
- Джим Прайс — труба